# Nationale Plattform Elektromobilität

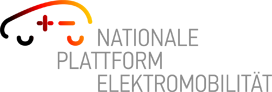
Logo der NPE

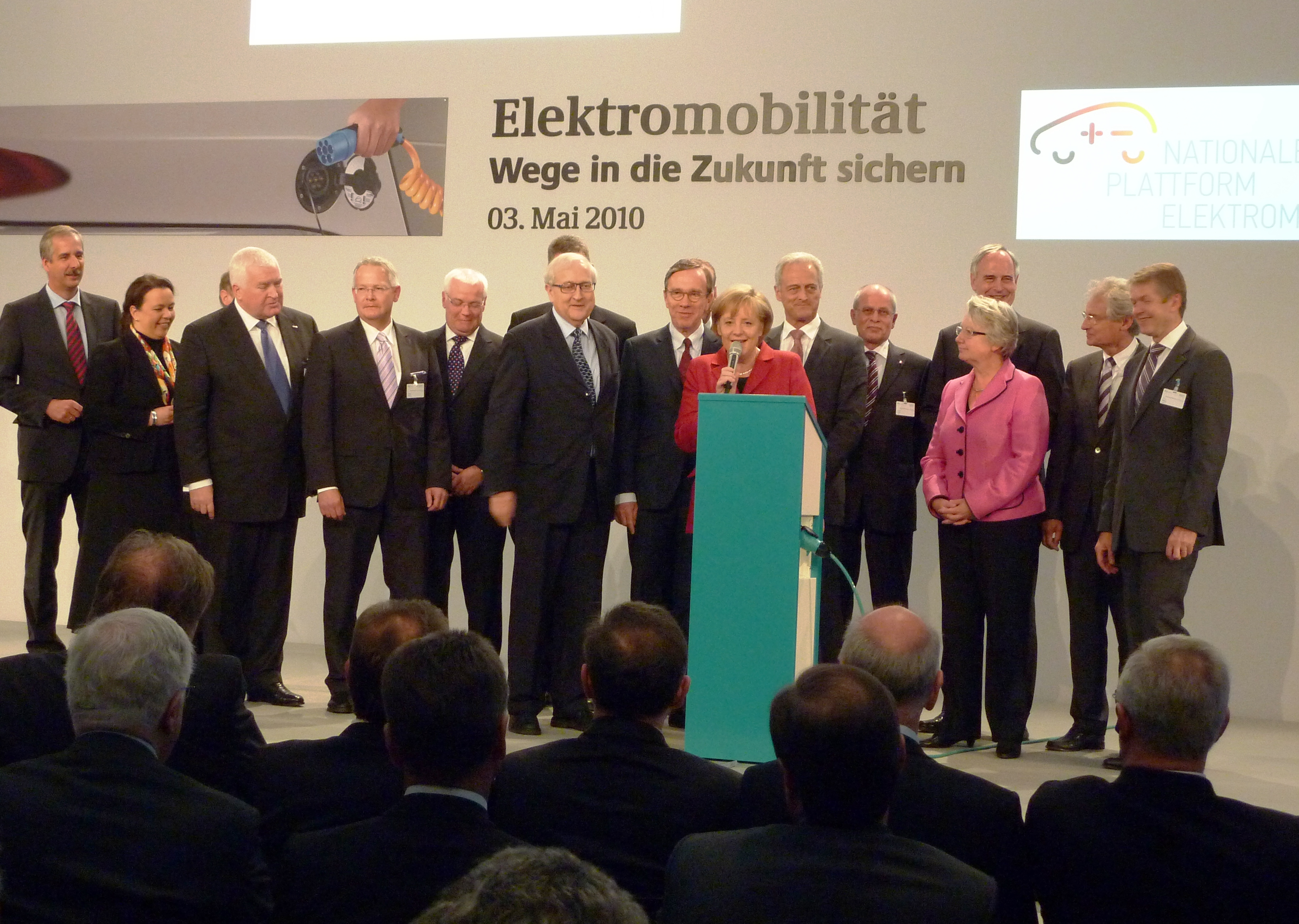
Elektromobilitätsgipfel in Berlin am 3. Mai 2010

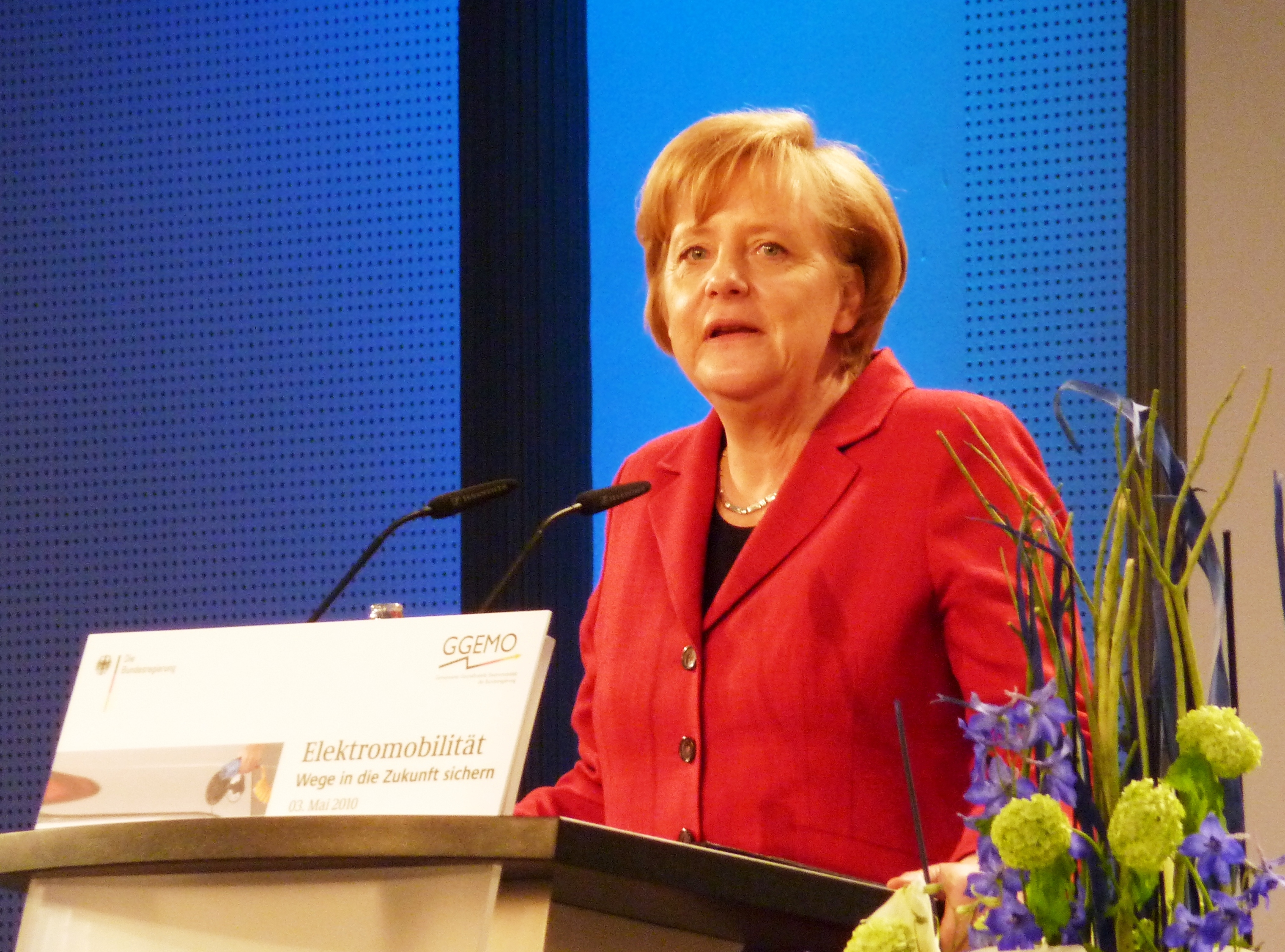
Ansprache der Bundeskanzlerin

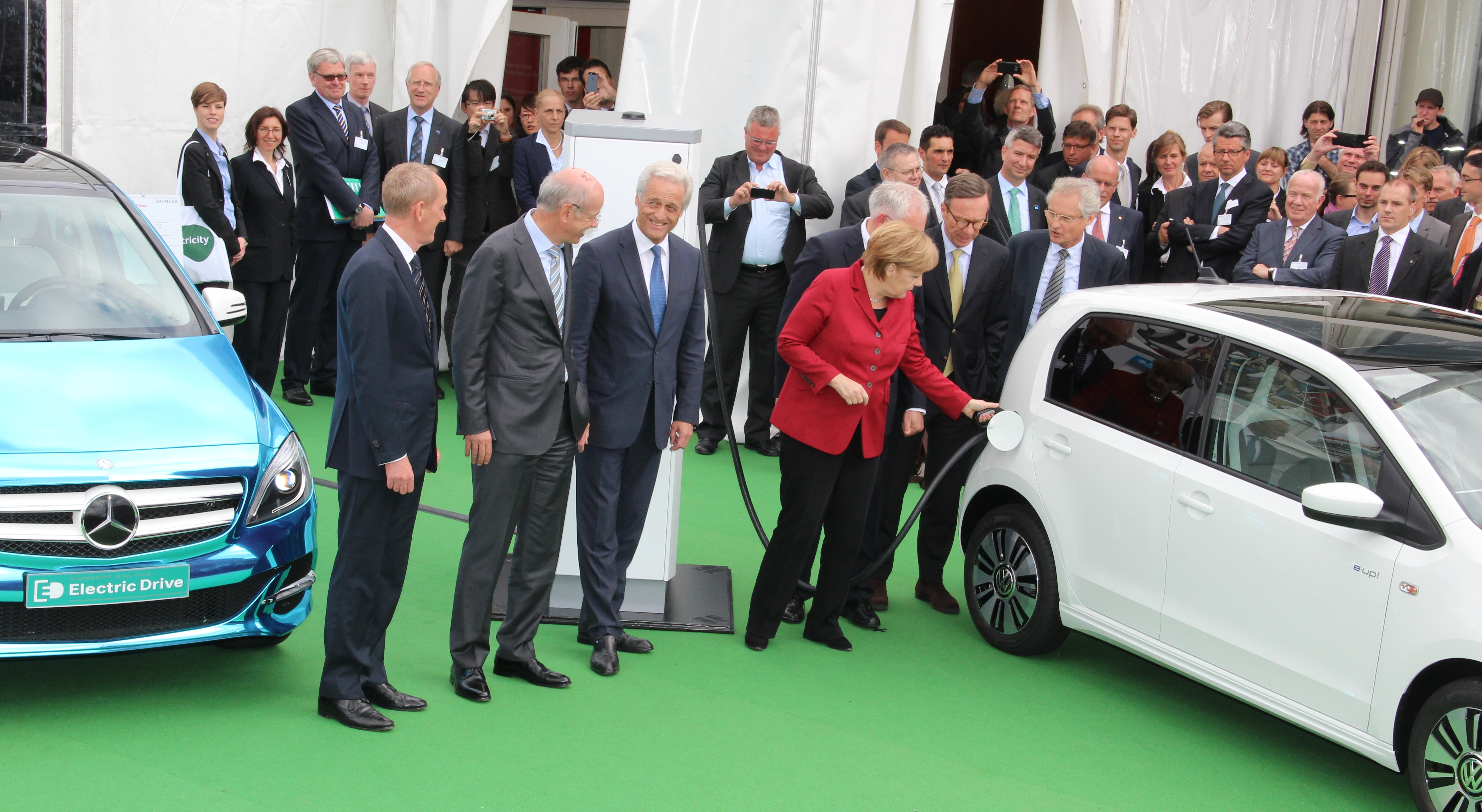
Elektromobilitätsgipfel in Berlin 2013

Die Nationale Plattform Elektromobilität (NPE) war ein Beratungsgremium der deutschen Bundesregierung zur Elektromobilität. Ziel der Plattform war es, Deutschland bis 2020 zum Leitmarkt und zum Leitanbieter für Elektromobilität zu machen sowie einen Beschäftigungseffekt von 30.000 zusätzlichen Arbeitsplätzen zu erreichen.
Sie wurde am 3. Mai 2010 bei einem Treffen mit Bundeskanzlerin Angela Merkel ins Leben gerufen und setzte sich aus Spitzenvertretern der Industrie (10 Mitglieder), Politik (6), Wissenschaft (3), Verbänden (3) und Gewerkschaften (1) zusammen. Die Arbeit der Nationalen Plattform Elektromobilität wurde zum 31. Dezember 2018 beendet und die Themen in die Struktur der Nationalen Plattform Zukunft der Mobilität (NPM) überführt.

## Geschichte

### 2007–2009
Der Grundstein für die Förderung der Elektromobilität in Deutschland wurde im Integrierten Energie- und Klimaprogramm (IEKP) der Bundesregierung von 2007 gelegt. Konkrete Maßnahmen wurden erstmals im Zusammenhang mit der Nationalen Strategiekonferenz Elektromobilität Ende 2008 in Deutschland diskutiert. Erste Förderprogramme dazu wurden im Rahmen des Konjunkturpakets II Anfang 2009 auf den Weg gebracht. Anschließend verpflichtete sich ein Industriekonsortium im Rahmen der Innovationsallianz LIB 2015 dazu, in den nächsten Jahren 360 Millionen Euro in Forschung zu und Entwicklung von Lithium-Ionen-Akkus zu investieren.
Im Rahmen des Konjunkturpakets II wurden von den Bundesministerien für Wirtschaft und Technologie (BMWi), für Verkehr, Bau und Stadtentwicklung (BMVBS), für Umwelt, Naturschutz und Reaktorsicherheit (BMU), für Bildung und Forschung (BMBF) und für Ernährung, Landwirtschaft und Verbraucherschutz (BMELV) Fördermittel in der Höhe von insgesamt 500 Millionen Euro für Projekte in 15 Themengebieten ausgeschrieben. Koordiniert wurden die Projekte von den jeweiligen Projektträgern der Ministerien, z. B. von der VDI/VDE Innovation + Technik als Projektträger Elektromobilität des BMU.
Im September 2009 eröffnete Bundesforschungsministerin Annette Schavan das Forum Elektromobilität als Teil der Systemforschung Elektromobilität der Fraunhofer-Gesellschaft. Das Forum sollte die Forschung der 33 beteiligten Fraunhofer-Institute in Zusammenarbeit mit Industriepartnern bündeln. Die Förderung des Vorhabens erfolgte bis 2011 durch 30 Millionen Euro aus dem Konjunkturpaket II. Dies stellte den ersten Umsetzungsschritt des Nationalen Entwicklungsplans Elektromobilität dar.

### 2010–2014
Der Nationale Entwicklungsplan Elektromobilität wurde zunehmend zur Chefsache im Kanzleramt. Am 1. Februar 2010 wurde die „Gemeinsame Geschäftsstelle Elektromobilität der Bundesregierung“ (GGEMO) unter Schirmherrschaft des Bundesministeriums für Wirtschaft und Technologie und des Bundesministeriums für Verkehr, Bau und Stadtentwicklung eingerichtet. Bei ihrer Arbeitsaufnahme wurde die Gründung der Nationalen Plattform Elektromobilität angekündigt, die wie vorgesehen am 3. Mai 2010 feierlich im Kanzleramt mit den Hauptvertretern der Industrie verkündet wurde.
Im Gefolge verpflichteten sich die beteiligten Partner zur Einrichtung firmen- und branchenübergreifender Arbeitsgruppen und zur Erstellung eines Zwischenberichts bis Ende November 2010. Die Koordinierungsgremien der NPE konnten sich auf die Fachleute der bestehenden Arbeitsgruppen der Deutschen Kommission Elektrotechnik (DKE) beim Verband der Elektrotechnik, Elektronik und Informationstechnik (VDE) stützen. Der VDE-Kongress „E-mobility“ in Leipzig am 8. und 9. November 2010 wurde zur technischen Abstimmung genutzt und resultierte in dem ersten Zwischenbericht für die Bundesregierung, welcher den übergreifenden Stand der Entwicklung und die Erwartung der Vertreter von Industrie und Forschung beschrieb.
Im zweiten Bericht von 2011 wurden die Entwicklungsmöglichkeiten präzisiert und Förderprojektausschreibungen vorgeschlagen. Die Industrie ging davon aus, dass das Ziel von einer Million Elektrofahrzeugen im Jahr 2020 mit der damaligen Förderung nicht erreicht werden konnte. Mit geeigneten Anreizmaßnahmen könnte das Ziel laut NPE jedoch noch realisiert werden. Bei der Internationalen Konferenz der Bundesregierung zur Elektromobilität am 27. und 28. Mai 2013 bestätigten die Vertreter der Regierung die Ziele sowie die vorgesehenen Fördermittel und Anreize.
Insgesamt investierte die Bundesregierung zwischen 2010 und 2014 rund 1,5 Milliarden Euro in die Förderung und Weiterentwicklung der Elektromobilität. Mit dem vierten Bericht („Fortschrittsbericht 2014 – Bilanz der Marktvorbereitung“) schloss die NPE die Marktvorbereitungsphase (2010–2014) ab und zeigte den bisherigen Fortschritt auf. Zugleich legte die NPE für die sich anschließende Phase des Markthochlaufes (2015–2017) ein Maßnahmenpaket vor, das zeigte, wie Deutschland die gesteckten Ziele bis 2020 erreichen könnte. Der Bericht betont die Notwendigkeit zusätzlicher Anreize, um das Eine-Million-Ziel zu erreichen.

### 2015–2018
Der Deutsche Bundestag beschloss im Juni 2015 das erste Elektromobilitätsgesetz in Deutschland. Auf der Nationalen Konferenz Elektromobilität der Bundesregierung 2015 kündigte die Bundeskanzlerin eine Entscheidung über weitere Fördermaßnahmen für das Ende des Jahres an. Im Frühjahr 2016 wurde dann die Entscheidung für ein Förderprogramm getroffen, in dessen Zentrum direkte finanzielle Anreize durch eine Kaufprämie standen. Im Mai 2017 gestand Bundeskanzlerin Merkel ein, dass das Ziel von 1 Million Elektroautos bis 2020 voraussichtlich nicht erreicht werde.
Am 19. September 2018 wurde der Bundeskanzlerin der Fortschrittsbericht 2018 übergeben. Der Bericht bilanziert die Markthochlaufphase der Elektromobilität in Deutschland, gibt einen Ausblick auf die weitere Entwicklung bis 2025 und identifiziert unmittelbare Handlungsbedarfe. Die Erreichung des Ziels von einer Million Elektrofahrzeugen auf Deutschlands Straßen wird für das Jahr 2022 prognostiziert. Mit Übergabe des Fortschrittsberichts 2018 wurde die NPE, wie im Koalitionsvertrag von CDU, CSU und SPD für die 19. Legislaturperiode angekündigt, in die Nationale Plattform Zukunft der Mobilität (NPM) integriert.

## Organisation

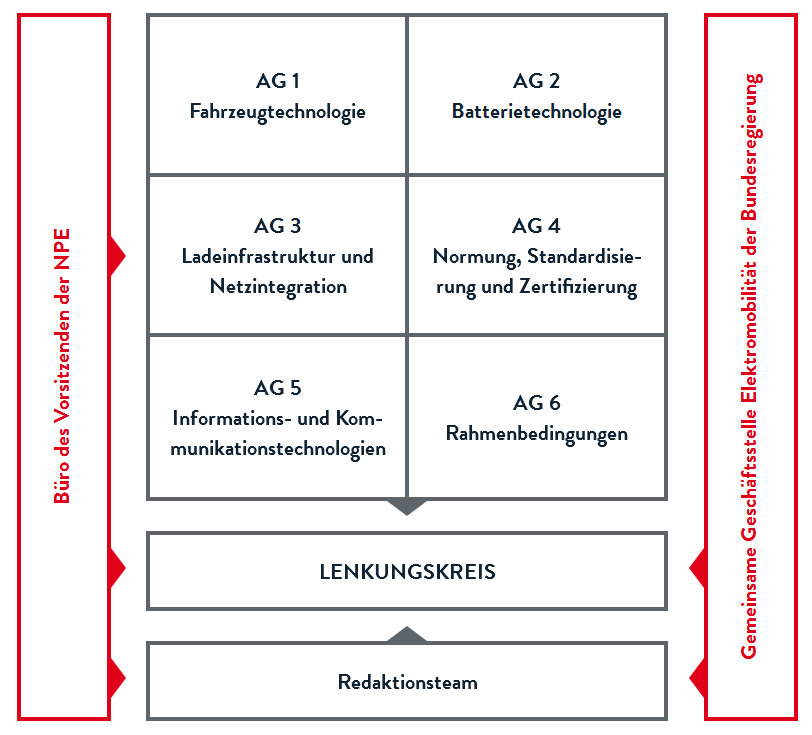
Organisation der Nationalen Plattform Elektromobilität (Stand: Juli 2016)

Die Nationale Plattform Elektromobilität bestand aus dem Lenkungskreis, einem Redaktionsteam sowie sechs themenspezifischen Arbeitsgruppen. Die Arbeitsgruppen wurden durch den Lenkungskreis koordiniert, der die Struktur der NPE aus Wirtschaft, Wissenschaft, Politik und Verbänden abbildete und als zentrales Entscheidungsgremium fungierte. Ihm gehörten die Vorsitzenden der Arbeitsgruppen, Vertreter der Bundesregierung und des Industriekreises Elektromobilität sowie die Mitglieder des Redaktionsteams an. Das Redaktionsteam unterstützte den Lenkungskreis bei der Erstellung der Berichte und Veröffentlichungen der NPE. Seitens der Regierung wurde die NPE durch die Gemeinsame Geschäftsstelle Elektromobilität der Bundesregierung (GGEMO) unterstützt. Sie wurde gemeinsam mit der NPE 2018 aufgelöst. Das Büro des Vorsitzenden der NPE moderierte die Plattform und unterstützte den Vorsitzenden bei seiner Arbeit.

## Ansatz

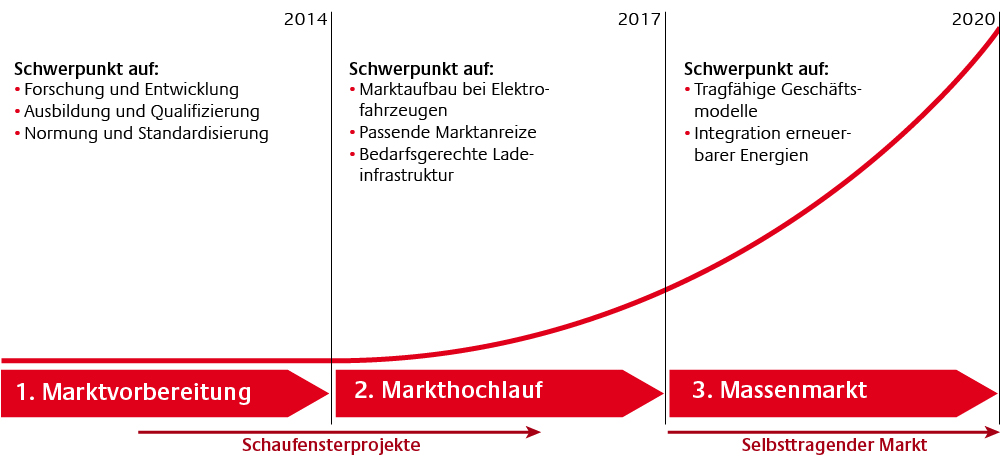
Marktphasenmodell der Nationalen Plattform Elektromobilität

Die NPE betrachtete Elektromobilität als Gesamtsystem aus den Komponenten Fahrzeug, Energieversorgung, Verkehrsinfrastruktur und Stadtplanung, das über die Grenzen traditioneller Industriebranchen hinweg wirkt. Dem entsprach die branchen- und disziplinenübergreifende Organisation und Arbeitsweise der NPE. Das Ziel der NPE war ein selbsttragender Markt, der ohne monetäre Förderungen seitens der Politik auskommt. Um die Ziele zu erreichen, empfahl die NPE der Bundesregierung bestimmte Maßnahmen und führte einen regelmäßigen Abgleich zum jeweiligen Entwicklungsstand durch. Grundlage für ihre Empfehlungen zur Unterstützung der Elektromobilität war dabei ein Drei-Phasen-Modell, das die verschiedenen Marktstadien widerspiegelte.

## Aufgaben
Die Nationale Plattform Elektromobilität hatte den Auftrag, konkrete Vorschläge zur Erreichung der Ziele des Nationalen Entwicklungsplanes Elektromobilität zu erarbeiten. Dazu behandelten die sechs Arbeitsgruppen folgende Schwerpunktthemen:
- Fahrzeugtechnologie
- Batterietechnologie (z. B. Lithium-Ionen-Akkumulator)
- Ladeinfrastruktur und Netzintegration (Stromtankstellen)
- Normung, Standardisierung und Zertifizierung (z. B. Combined Charging System)
- Informations- und Kommunikationstechnologien
- Rahmenbedingungen
- Ausbildung und Qualifizierung (mittlerweile abgeschlossen)
- Materialien und Recycling (teilweise abgeschlossen, teilweise auf AG 1 und AG 2 verteilt)[22]

Die Experten in den Arbeitsgruppen entwickelten gemeinsame Positionen und bildeten diese in Statusanalysen, Roadmaps und Empfehlungspapieren ab, die den Handlungsbedarf bei der Elektromobilität zusammenfassten. Die Publikationen übergab die NPE der Bundesregierung und machte sie der interessierten Öffentlichkeit zugänglich. Am 30. November 2010 wurde ein erster Zwischenbericht veröffentlicht. Der zweite Zwischenbericht wurde am 16. Mai 2011 veröffentlicht und der dritte am 1. Juni 2012. Der Fortschrittsbericht 2014 – Bilanz der Marktvorbereitung wurde am 2. Dezember 2014 an die Bundesregierung übergeben.

## Mitglieder
Die Vorsitzenden und die Mitglieder des Lenkungskreises waren (Stand: Juli 2016):
- Vorsitz Industrie: Henning Kagermann (acatech)
- Vorsitz Bundesregierung:
  - Matthias Machnig (Staatssekretär im Bundesministerium für Wirtschaft und Energie)
  - Rainer Bomba (Staatssekretär im Bundesministerium für Verkehr und digitale Infrastruktur)
- Mitglieder:
  - Martin Brudermüller (BASF SE)
  - Roland Busch (Siemens AG)
  - Joachim Damasky (VDA)
  - Jochen Flasbarth (BMUB)
  - Klaus Fröhlich (BMW AG)
  - Ulrich Grillo (BDI)
  - Jörg Hofmann (IG Metall)
  - Stefan Knirsch (Audi AG)
  - Joachim Reichert (Gemeinsame Geschäftsstelle Elektromobilität der Bundesregierung)
  - Leo Schulz (Gemeinsame Geschäftsstelle Elektromobilität der Bundesregierung)
  - Georg Schütte (Staatssekretär im Bundesministerium für Bildung und Forschung)
  - Norbert Verweyen (innogy SE)
  - Achim Wambach (Zentrum für Europäische Wirtschaftsforschung Mannheim)
  - Thomas Weber (Daimler AG)
  - Frank Welsch (Volkswagen AG)
  - Karsten Wildberger (E.ON SE)
  - Matthias Wissmann (VDA)

## Kritik
Nach dem zweiten Zwischenbericht (siehe oben) sahen sich Verbände der Zivilgesellschaft durch den von dem Übergewicht der Industrie im Gremium bestimmten Einfluss der Konzerne übergangen. Holger Krawinkel, Energieexperte des Verbraucherzentrale Bundesverbandes (VZBV) kritisierte den zu starken Fokus auf Innovationen im Bereich Antrieb und Batterie, aber nicht in Bezug auf Mobilitätskonzepte, wodurch eine Gesamtstrategie für nachhaltige Mobilität fehle. Forderungen von Nichtregierungsorganisationen seien ohne Rücksprache gestrichen worden. Regine Günther, Expertin für Klima- und Energiepolitik bei der Naturschutzorganisation WWF, kritisierte, dass die Industrie „sich ihren Subventionsbedarf selbst errechnet habe, ohne die Basis dafür transparent zu machen“.
Der ökologische Verkehrsclub Deutschland e. V. (VCD) kritisierte die Forderung der NPE nach Forschungsförderung, Steuervorteilen und weiteren Begünstigungen als „Griff in die Mottenkiste der Subventionsinstrumente“. „Fördergelder fürs Elektroauto nützen dem Klimaschutz nur sehr wenig“, sagte dazu Wolfgang Lohbeck, ehemaliger Verkehrsexperte von Greenpeace. Eine Kohlendioxidreduktion könne in gleichem Maße auch durch ein Tempolimit auf Autobahnen erreicht werden.